# Passage automatisé rapide aux frontières extérieures
Cet article possède un paronyme, voir paraphe.

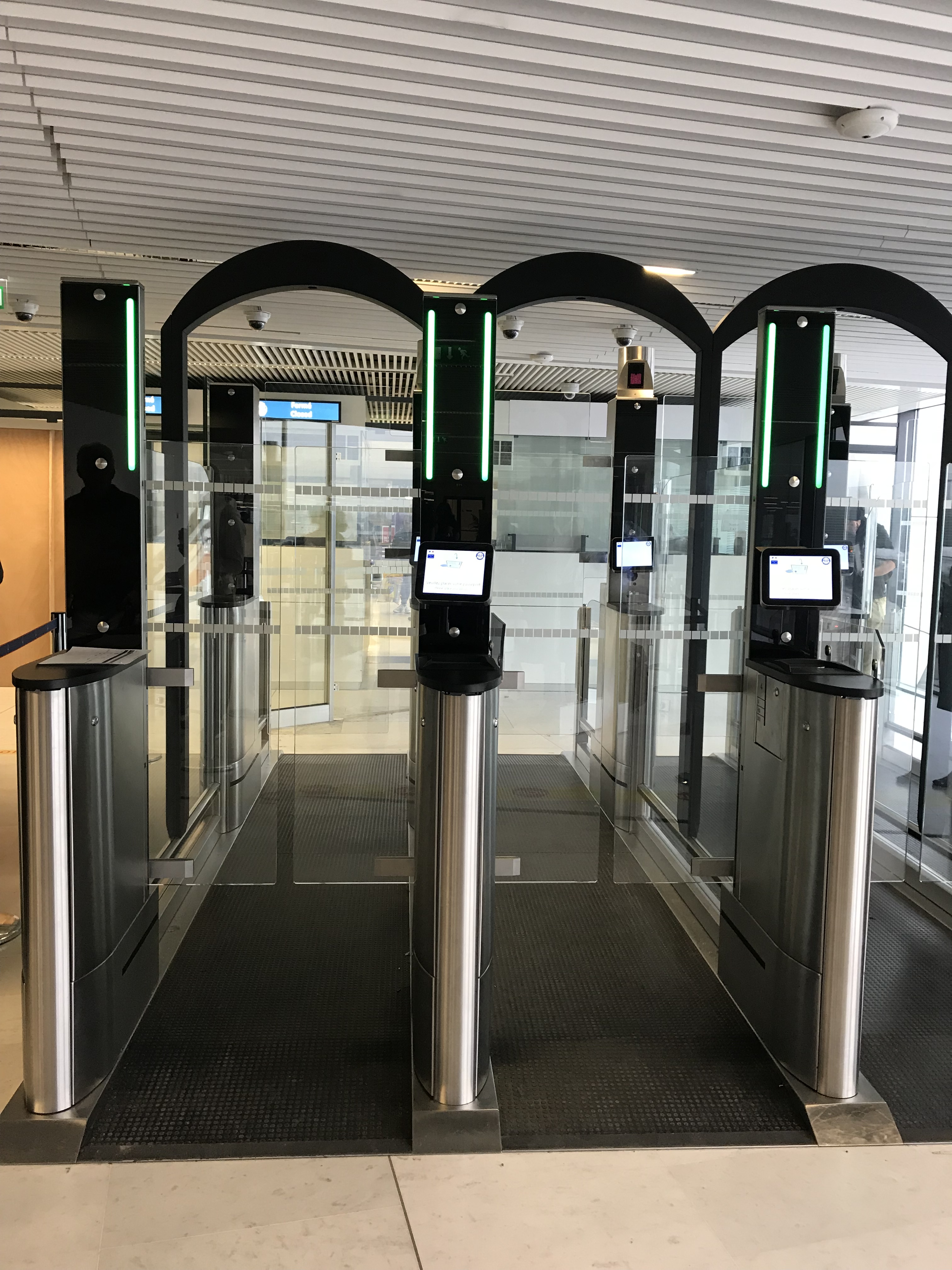
Passage automatisé PARAFE en self-service à l'aéroport de Paris-Charles-de-Gaulle.

Le système de passage automatisé rapide aux frontières extérieures - PARAFE, anciennement dénommé PARAFES, est en France un système de passage automatisé des frontières, au moyen du contrôle biométrique du passager.

## Contexte et historique du projet
PARAFE s'inscrit dans le cadre d'un programme européen de facilitation transfrontière, et ne concerne que le passage des frontières extérieures, c'est-à-dire vers ou depuis des États n'étant pas signataires des accords de Schengen. PARAFE est également inscrit à l'article 17 de la RGPP (Révision Générale des Politiques Publiques), correspondant au plan de modernisation de l'État français.
Les expérimentations ont été menées depuis 2005 par le ministère de l'Intérieur dans le cadre du programme PEGASE, autorisé par le décret n° 2005-556 du 27 mai 2005. Le projet a été lancé par le décret n° 2007-1182 du 3 août 2007,.
La Commission nationale de l'informatique et des libertés (CNIL) avait à l'origine émis des réserves sur ce dispositif.
Un décret d'octobre 2010 change le nom de PARAFES (sigle pour « passage automatisé rapide aux frontières extérieures Schengen »), en PARAFE.

## Fonctionnement

### Personnes éligibles

#### A l'entrée et à la sortie
Sont éligibles à l'utilisation de PARAFE, à l'entrée comme à la sortie, les ressortissants majeurs (18 ans ou plus) des pays suivants, et titulaires d'un passeport biométrique en cours de validité :
| - UE/EEE - Suisse - Andorre - Monaco - Saint Marin | - Australie - Canada - Corée du Sud - Etats-Unis - Japon - Nouvelle-Zélande - Royaume-Uni - Singapour | - Argentine - Chili - Israël - Mexique - Pérou |

Initialement à destination des ressortissants des États membres de l'Union Européenne et ceux signataires des accords de Schengen (Liechtenstein, Islande, Norvège, Suisse), le dispositif a été élargi à plusieurs reprises.
Le 31 décembre 2021, le dispositif a été élargi aux titulaires de passeport biométrique américains, australiens, canadiens, japonais, néo-zélandais, singapouriens et sud-coréens, et maintenu pour les Britanniques à la suite du Brexit.
Le 30 juin 2023, le dispositif a été élargi aux titulaires de passeport biométrique argentins, chilien, israélien, mexicain et péruvien.
Dans tous les cas, le passeport doit être valide six mois au-delà de la date de départ du passager.

#### A l'entrée uniquement (mineurs)
Sont éligibles les ressortissants des pays du tableau ci-dessous mineurs âgés de 12 ans révolus dans le cas d'une entrée sur le territoire, et titulaires d'un passeport biométrique, en cours de validité.
Dans tous les cas, le passeport doit être valide six mois au-delà de la date de départ du passager.

#### A la sortie uniquement
Le 30 juin 2023, l'éligibilité au dispositif PARAFE est élargi à l'ensemble des adultes (18 ans et plus), sans condition de nationalité. Les voyageurs restent soumis à la condition de détenir un passeport biométrique en cours de validité.
A date de juillet 2023, les ressortissants des pays suivants peuvent utiliser PARAFE pour des destinations en dehors de l'espace Schengen :
| - Albanie - Algérie - Azerbaïdjan - Bahamas - Barbades - Bénin - Bosnie-Herzégovine - Botswana - Brésil - Cameroun - Chine - Côte d'Ivoire - Émirats Arabes Unis - Équateur - Géorgie - Kazakhstan | - Koweït - Liban - Malaisie - Maldives - Maroc - Moldavie - Monténégro - Macédoine du Nord - Népal - Oman - Panama - Paraguay - Philippines - Ouganda - Ouzbékistan - Qatar | - Russie - Rwanda - Saint-Vincent et les Grenadines - Saint-Christophe-et-Niévès - Serbie - Taïwan - Tadjikistan - Tanzanie - Thaïlande - Timor oriental - Turquie - Turkménistan - Ukraine - Uruguay - Vatican - Zimbabwe |

### Caractère facultatif
Le dispositif PARAFE n'est pas obligatoire, le passager est libre de choisir le contrôle manuel par un garde-frontière au poste de contrôle.

### Passage en sas à la frontière
Le passager se présente seul à l'entrée du sas et doit introduire son passeport, à la page de la photographie, dans le lecteur situé à l'entrée du sas. Si celui-ci est éligible, l'écran affiche la validation de la lecture du passeport, et les portes d'entrée du sas s'ouvrent. La porte d'entrée se ferme et le passager est invité à suivre les instructions affichées dans l'écran à l'intérieur du sas et à regarder la caméra. La photo en direct prise en direct permet de vérifier l'identité du détenteur du passeport. Lorsque les contrôles de franchissement de la frontière sont réalisés, les portes de sortie du sas s'ouvrent et le passager est invité à sortir.
Une personne peut rester confinée à l'intérieur du sas et être invitée à sortir du sas par la porte d'entrée et se présenter directement à un garde-frontière à son poste de contrôle.

## Déploiement du système
Le dispositif a été inauguré le 16 novembre 2009 à l'Aéroport Paris-Charles-de-Gaulle.
L'aéroport de Marseille a inauguré le système le 29 juin 2012.
Le président-directeur général d'Aéroports de Paris, Augustin de Romanet, a annoncé en novembre 2016 l'installation d'une centaine de nouvelles bornes permettant un passage automatisé de la frontière. La décision fait suite aux délais d'attente rallongés des passagers à l'Aéroport Paris-Charles-de-Gaulle et de concurrence avec des plateformes intercontinentales, comme Londres-Heathrow.
En 2023, le dispositif est disponible sur les points de passage frontalier suivants :
| Aéroports                | Gares                                          | Ports  |
| ------------------------ | ---------------------------------------------- | ------ |
| Roissy Charles de Gaulle | Gare de Paris-Nord (Eurostar)                  | Calais |
| Paris Orly               | Gare de Saint-Pancras (Eurostar)               |        |
| Bâle-Mulhouse            | Terminal de Coquelles (Tunnel sous la Manche)  |        |
| Bordeaux                 | Terminal de Folkestone (Tunnel sous la Manche) |        |
| Lyon                     |                                                |        |
| Marseille                |                                                |        |
| Nice                     |                                                |        |

## Inconvénients du système
Le système PARAFE permet un gain de temps lors du passage des frontières. C'est particulièrement vrai au départ, car les passagers ne se présentent pas forcément tous en même temps à la frontière.
En revanche, depuis la généralisation du système sans inscription préalable, bon nombre de voyageurs se sont approprié le système, ce qui peut contribuer à un temps d'attente à la frontière allongé, en cas de forte affluence.
Cependant, ce système ne permet pas à plusieurs personnes de passer en même temps, par exemple un parent avec un mineur. Seuls les mineurs âgés de 12 ans révolus peuvent utiliser le dispositif PARAFE, et ce, seulement en entrée. Ainsi, lors des passages de voyageurs partant en famille, notamment pour les vacances scolaires, le système voit son intérêt réduit. D'autant plus que les moyens et la place consacrés aux portiques réduisent ceux pour les passages "classiques" à la frontière.

## Controverse
En septembre 2015, les journalistes Jean-Pierre Cannet et Arthur Bouvart ont réussi à passer le contrôle automatisé alors qu'ils avaient échangé leurs passeports. Leur enquête a été diffusée dans le numéro "Le business de la peur" du magazine Cash Investigation diffusé sur France 2.